# جان-لوك جيرارد
جان-لوك جيرارد (بالفرنسية: Jean-Luc Girard)‏ هو مدرب كرة قدم ولاعب كرة قدم فرنسي، ولد في 22 نوفمبر 1965 في باريس في فرنسا. لعب مع باريس سان جيرمان ونادي النجم الأحمر سانت أوين.

## وصلات خارجية
- جان-لوك جيرارد على موقع قاعدة بيانات كرة القدم.إي يو (الإنجليزية)